# Musica getutscht

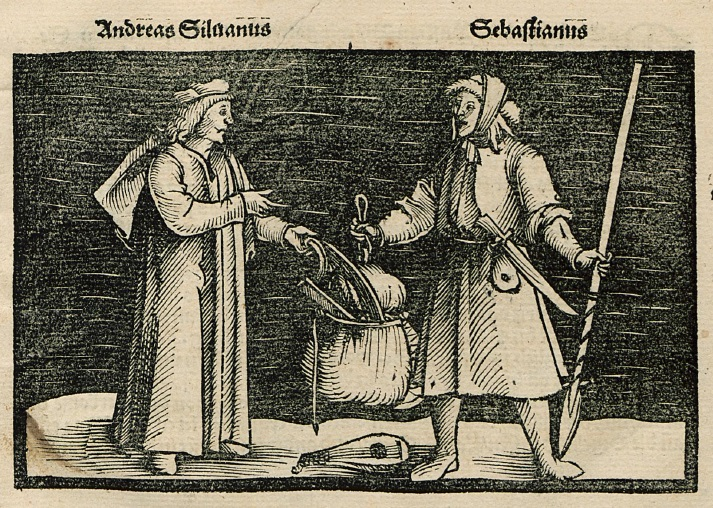
Gravure tirée de Musica getutscht représentant Sebastian Virdung avec Andreas Silvanus (Waldner)

Musica getutscht und außgezogen est un traité de théorie musicale publié en 1511 par Sebastian Virdung. Il s'agit du livre imprimé le plus ancien concernant les instruments de musique. Le traité est dédié à Guillaume III de Hohnstein, évêque de Strasbourg de 1506 à 1541. La dédicace est signée par Virdung à Bâle le 15 juillet 1511. L'imprimeur était un certain Michael Furter, et les gravures probablement de Urs Graf.
Le titre complet est Musica getutscht und außgezogen durch Sebastianus Virdung, Priester von Amberg verdruckt, um alles Gesang aus den Noten in die Tabulaturen dieser benannten dreye Instrumente der orgeln, der Lauten und der Flöten transferieren zu lernen kürzlich gemacht, ce qui signifie « La musique mise en allemand et résumée, imprimée par Sebastian Virdung, 
prêtre d'Amberg, abrégée pour apprendre à interpréter toute mélodie d'après les notes des tablatures des trois instruments : orgue, luth et flûte ».
Pour rédiger son traité, Virdung s'est appuyé sur un ouvrage antérieur sur l'organologie aujourd'hui inconnu. Le mot getutscht (qui se dirait en allemand moderne eingedeutscht) signifie « germanisé » (adapté en l'allemand).
Tout comme le Syntagma musicum composé par Michael Praetorius plus d'un siècle après, l'ouvrage établit une classification des instruments de musique de son époque, qui y sont décrits et représentés par de nombreuses gravures.
La classification des instruments adoptée est fondée sur la distinction de la façon dont le son est émis (corde, anche, sifflet etc) et elle est encore pertinente.
Le traité a été important et déterminant dans la suite du XVIe siècle, pour ce qui concerne la facture instrumentale, l'iconographie, la classification des instruments, la notation et la sociologie musicales. Il reste une source essentielle de connaissances sur cette époque. Il est écrit sous la forme d'un dialogue (entre collègues : Andreas Silvanus - Andreas Waldner - et Sebastianus - Virdung lui-même), procédé en honneur depuis Platon et qui sera repris même jusqu'au XVIIIe siècle par Johann Joseph Fux dans son Gradus ad Parnassum.

## Rééditions
L'ouvrage a été réédité une première  fois en fac-similé à la fin du XIXe siècle par Robert Eitner et est disponible sur Gallica.